# 伊索拉-德拉斯卡拉
伊索拉-德拉斯卡拉（義大利語：Isola della Scala），是意大利维罗纳省的一个市镇。总面积69.89平方公里，人口11513人，人口密度164.7人/平方公里（2009年）。ISTAT代码为023040。

## 友好城市
- 德国布登海姆 1992年